# تجمع وادي ارغد (العبر)

تعديل مصدري - تعديل

تجمع وادي ارغد هي إحدى قرى عزلة العبر بمديرية العبر التابعة لمحافظة حضرموت، بلغ تعداد سكانها 40 نسمة حسب تعداد اليمن لعام 2004.